# 미국 육군 전력사령부
미국 육군 전력사령부(United States Army Forces Command (FORSCOM))는 노스캐롤라이나주 포트 리버티에 본부를 두고 본토 주둔전투부대와 미국 육군 예비군사령부를 관리하는 미국 육군의 사령부이다.

## 역사

### 제2차 세계 대전
1942년 3월 9일, 보급근무대에 대한 참모총장의 견해에 따라 근무군으로 개명되어, 미국 육군은 지상군, 항공군, 근무군의 세가지 전력으로 나뉘었다.

### 냉전
1973년 7월 1일, 버지니아주 포트 먼로의 본토육군사령부가 포트 맥퍼슨의 전력사령부와 포트 유스티스의 훈련교리사령부로 나뉘었다. 본토육군사령부에서 전력사령부는 미국 본토의 정규군 전투부대 관리통제와 육군 국가위병의 교육훈련 감독임무를, 훈련교리사령부는 이어받은 전투개발사령부(CDC)의 임무에 군사 학교의 관리통제를 덧붙여졌다.

### 냉전 이후
1990년 10월 1일, 미국 육군 예비군사령부가 포트 맥퍼슨에서 임시로 설립되었다. 전력사령부와 각 예하조직은 더 이상 육군 예비군 부대에 대한 통제를 하지 않게 되었고, 그 권한을 모두 예비군사령부로 이전하였다. 그리고 예비군사령부는 전력사령부 예하부대가 되었다.

### 21세기
2004년 9월 11일에 일어난 테러의 영향으로 앞으로도 미국 본토의 비상사태에 대응하기 위한 방안으로 육군부는 향토방위태세 강화 및 민간방위의 지원을 위해 제5군을 새로이 설립되는 미국 북부사령부의 육군 구성군으로 지정되어, 전구군인 미국 북부 육군로 재편성되었다.
2005년 기지재분배폐쇠회의의 권장으로 조지아주 포트 맥퍼슨에서 노스캐롤라이나주 포트 브래그로 옮길 준비를 위해 본부시설을 짓기 시작하여, 2011년 6월에 완공되었다. 전력사령부는 포트 맥퍼슨에서 같은 달 6월 24일에 깃발 수납, 8월 1일에 포트 리버티에서 깃발 반출 세레모리를 치루었다.

## 부대

### 현재
- 미국 육군 예비군사령부 - 노스캐롤라이나주 포트 리버티
- 제1군 - 일리노이주 록아일랜드 조병창
- 제1(I)군단 - 워싱턴주 포트 루이스
- 제3(III)군단 - 텍사스주 킬린 포트 카바조스
- 제18(XVIII)공수군단 - 노스캐롤라이나주 포트 리버티
- 제20CBRNE사령부 - 메릴랜드주 애버딘 시험장
- 제32육군방공미사일방어사령부 - 텍사스주 포트 블리스
- 포트 어윈 국립훈련소 - 캘리포니아주
- 포트 존슨 합동대응훈련소 - 루이지애나주
- 안보전력원조사령부 - 노스캐롤라이나주 포트 리버티
- 항공관제근무사령부 - 앨라배마주 포트 노보셀

### 이전
- 제4군
- 제5군
- 제6군
- 공수사령부/센터; 1942년 3월 23일 ~ 1947년 1월 29일, 해체
- 육군방공사령부; 1942년 ~ 1975년 1월 4일, 해체

#### 1942년 3월 9일
- 제2군
  - 제5보병사단
  - 제6보병사단
  - 제31보병사단
  - 제2기병사단
- 제3군
  - 제8(VIII)군단
    - 제2보병사단
    - 제3보병사단
    - 제45보병사단

  - 제2(IV)군단
    - 제28보병사단
    - 제38보병사단
    - 제43보병사단
- 제2(II)군단
  - 제2기갑사단
  - 제36보병사단
- 기갑군
  - 제1(I)기갑군단
  - 제2(II)기갑군단
  - 제3기갑사단
  - 제4기갑사단
  - 제5기갑사단
  - 제6기갑사단
  - 제7기갑사단
- 대항공기사령부
- 구축전차사령부; 1942년 ~ 1945년
- 보충학교사령부; 1942년 3월 27일 ~ 1946년 11월 1일, 해체
- 공수사령부; 1942년 3월 23일 ~ 1947년 1월 29일, 해체
- 사막훈련소; 1942년 ~ 1943년, 폐쇄

## 계보
- 1940년, General Headquarters, United States Army (GHQ, USA)→미국 육군 총본부
- 1942년, United States Army Ground Forces (AGF)→미국 육군 지상군
- 1948년, United States Army Field Forces→미국 육군 야전군
- 1955년, Continental Army Command (CONARC)→본토육군사령부
- 1973년, United States Army Forces Command (FORSCOM)→미국 육군 전력사령부
- 1987년, United States Forces Command (Specified Command)→미국 전력사령부 (지정된 사령부)
- 1993년, United States Army Forces Command (FORSCOM)→미국 육군 전력사령부

## 역대 사령관

### 미국 육군 지상군
| #    | 사진 | 이름                                        | 취임            | 이임            | 참고                                  |
| ---- | ---- | ------------------------------------------- | --------------- | --------------- | ------------------------------------- |
| 초대 |      | 중장 Lesley J. McNair 레슬리 J. 맥니어[*] † | 1942년 3월 9일  | 1944년 7월 13일 | 전선시찰 중에 폭격기 오폭에 의한 즉사 |
| 2대  |      | 중장 Ben Lear 벤 리어[*]                    | 1944년 7월 14일 | 1945년 1월 20일 |                                       |
| 3대  |      | 대장 Joseph Stilwell 조지프 스틸웰[*]       | 1945년 1월 22일 | 1945년 6월 22일 |                                       |
| 4대  |      | 대장 Jacob L. Devers 제이콥 L. 데버스[*]    | 1945년 6월 29일 | 1948년 3월 9일  |                                       |

### 육군 야전군
| #    | 사진 | 이름                                     | 취임일          | 이임일          | 참고 |
| ---- | ---- | ---------------------------------------- | --------------- | --------------- | ---- |
| 초대 |      | 대장 Jacob L. Devers 제이콥 L. 데버스[*] | 1948년 3월 10일 | 1949년 9월 30일 |      |
| 2대  |      | 대장 Mark W. Clark 마크 클라크[*]        | 1949년 10월 1일 | 1952년 5월 5일  |      |
| 3대  |      | 대장 John R. Hodge 존 하지[*]            | 1952년 5월 8일  | 1953년 6월 30일 |      |
| 4대  |      | 대장 John E. Dahlquist 존 E. 달퀴스트[*] | 1953년 8월 24일 | 1955년 2월 1일  |      |

### 본토육군사령부
| #    | 사진 | 이름                                             | 취임일          | 이임일                   | 참고 |
| ---- | ---- | ------------------------------------------------ | --------------- | ------------------------ | ---- |
| 초대 |      | 대장 John E. Dahlquist 존 E. 달퀴스트[*]         | 1955년 2월 1일  | 1956년 2월 28일          |      |
| 2대  |      | 대장 Willard G. Wyman 윌라드 G. 웨이먼[*]        | 1956년 3월 1일  | 1958년 7월 31일          |      |
| 3대  |      | 대장 Bruce C. Clarke 브루스 C. 클라크[*]         | 1958년 8월 1일  | 30 Sept, 1960년 9월 30일 |      |
| 4대  |      | 대장 Herbert B. Powell 허버트 B. 파웰[*]         | 1960년 10월 1일 | 1963년 1월 31일          |      |
| 5대  |      | 대장 John K. Waters 존 K. 워터스[*]              | 1963년 2월 1일  | 1964년 2월 28일          |      |
| 6대  |      | 대장 Hugh P. Harris 휴 P. 해리스[*]              | 1964년 3월 1일  | 1965년 2월 28일          |      |
| 7대  |      | 대장 Paul L. Freeman, Jr. 폴 L. 프리먼 주니어[*] | 1965년 3월 1일  | 1967년 7월 30일          |      |
| 8대  |      | 대장 James K. Woolnough 제임스 K. 울나우[*]      | 1967년 7월 1일  | 970년                    |      |
| 9대  |      | 대장 Ralph E. Haines, Jr. 랄프 E. 헤인즈 Jr.[*]  | 1970년          | 1973년                   |      |
| 10대 |      | 대장 Walter T. Kerwin, Jr. 월터 T. 케르윈 Jr.[*] | 1973년          | 1973년 7월 1일           |      |

### 미국 육군 전력사령부
| #      | 사진 | 이름                                                    | 취임일           | 이임일           | 참고                  |
| ------ | ---- | ------------------------------------------------------- | ---------------- | ---------------- | --------------------- |
| 초대   |      | 대장 Walter T. Kerwin Jr. 월터 T. 케르윈 Jr.[*]         | 1973년 7월 1일   | 1974년 월 일     |                       |
| 2대    |      | 대장 Bernard W. Rogers 버나드 W. 로저스[*]              | 1974년           | 1976년           |                       |
| 3대    |      | 대장 Frederick J. Kroesen Jr. 프레데릭 J. 크로센 Jr.[*] | 1976년 월 일     | 1978년 월 일     |                       |
| 4대    |      | 대장 Robert M. Shoemaker 로버트 M. 쇼메이커[*]          | 1978년 월 일     | 1982년 월 일     |                       |
| 5대    |      | 대장 Richard E. Cavazos 리처드 E. 카바조스[*]           | 1982년 월 일     | 1984년 월 일     |                       |
| 6대    |      | 대장 Robert W. Sennewald 로버트 W. 세네왈드[*]          | 1984 월 일       | 1986년 월 일     |                       |
| 7대    |      | 대장 Joseph T. Palastra, Jr. 조지프P. 팔라스트라 Jr.[*] | 1986년 월 일     | 1989년 4월 일    |                       |
| 8대    |      | 대장 Colin L. Powell 콜린 파월[*]                       | 1989년 4월       | 1989년 10월 1일  | 제12대 합동참모의장   |
| 9대    |      | 대장 Edwin H. Burba, Jr. 에드윈 H. 버바 Jr.[*]          | 1989년 10월 1일  | 1993년 월 일     |                       |
| 10대   |      | 대장 Dennis J. Reimer 데니스 J. 레이머[*]               | 1993년 월 일     | 1995년 월 일     |                       |
| 11대   |      | 대장 John H. Tilelli, Jr. 존 H. 티레일 Jr.[*]           | 1995년 월 일     | 1996년 6월 30일  |                       |
| 12대   |      | 대장 David A. Bramlett 데이비드 A. 브람렛[*]            | 1996년 7월 1일   | 1998년 월 일     |                       |
| 13대   |      | 대장 Thomas A. Schwartz 토머스 A. 슈왈츠[*]             | 1998년 월 일     | 1999년 월 일     |                       |
| 14대   |      | 대장 John W. Hendrix 존 W. 헨드릭스[*]                  | 1999년 월 일     | 2001년 11월 8일  |                       |
| 15대   |      | 대장 Larry R. Ellis 래리 R. 엘리스[*]                   | 2001년 11월 9일  | 2004년 3월 6일   |                       |
| 16대   |      | 대장 Dan K. McNeill 댄 K. 맥네일[*]                     | 2004년 3월 7일   | 2007년 1월 8일   |                       |
| 17대   |      | 대장 Charles C. Campbell 찰스 C. 캠벨[*]                | 2007년 1월 9일   | 2010년 6월 2일   |                       |
| 18대   |      | 대장 James D. Thurman 제임스 D. 서먼[*]                 | 2010년 6월 3일   | 2011년 7월 8일   |                       |
| (대리) |      | 중장 Harold B. Bromberg 해롤드 B. 브롬버그[*]           | 2011년 7월 8일   | 9월 11일         |                       |
| 19대   |      | 대장 David M. Rodriguez 데이비드 M. 로드리게즈[*]       | 2011년 9월 12일  | 2013년 3월 15일  |                       |
| 20대   |      | 대장 Daniel B. Allyn 대니얼 B. 앨린[*]                  | 2013년 5월 10일  | 2014년 8월 14일  |                       |
| 21대   |      | 대장 Mark A. Milley 마크 A. 마일리[*]                   | 2014년 8월 15일  | 2015년 8월 9일   |                       |
| 22대   |      | 대장 Robert B. Abrams 로버트 B. 에이브럼스[*]           | 2015년 8월 10일  | 2018년 10월 16일 |                       |
| (대리) |      | 소장 Laura J. Richardson 로라 J. 리처드슨[*]            | 2018년 10월 17일 | 2019년 3월 20일  | 부사령관, 2017년 취임 |
| 23대   |      | 대장 Michael X. Garrett 마이클 X. 가렛[*]               | 2019년 3월 21일  | 임기중           |                       |

## 같이 보기
- 항공전투사령부
- 미국 함대전력사령부
- 해병대 전력사령부

## 참고
1. ↑  “Executive Order Number 9082 "Reorganizing the Army and the War Department"” (영어). United States War Department.
2. ↑  Kim Waldron (2013년 7월 1일). “U.S. Army Forces Command Celebrates its 40th Birthday” (영어). FORSCOM Public Affairs. 2020년 1월 23일에 확인함.
3. ↑  〈Chapter II: The Inception and Mission of The Army Ground Forces〉. 《A Short History of the Army Ground Forces》 (영어). 1946. 2020년 1월 21일에 확인함.
4. ↑  “美육군 최대 규모 사령부 사상 첫 여성 사령탑”. 코리아 월드. 휴스턴교차로. 18.10.25. 2020년 1월 24일에 확인함.